# La Grande Ville (film, 1963)
Pour les articles homonymes, voir Big City et La Grande Ville.
Pour plus de détails, voir Fiche technique et Distribution.
La Grande Ville (titre original en bengali : মহানগর, Mahanagar) est un film indien réalisé par Satyajit Ray, sorti en 1963.
Le film est également connu en français sous son titre d'exploitation initial et en DVD : La Grande Cité,.

## Synopsis
Calcutta. Subrata Mazumdar, chef comptable dans une banque de Calcutta, peine à subvenir aux besoins de sa famille, dont ses parents âgés qui partagent sa maison. Allant contre les règles établies, et afin d'améliorer le quotidien de la famille, sa femme, Arati, part à la recherche d'un travail, suscitant la réprobation de son beau-père, professeur à la retraite. Embauchée comme représentante dans une société de matériels ménagers, elle fait du porte à porte pour vendre des machines à tricoter. Par sa personnalité et grâce à ses résultats, elle attire l'attention de son directeur qui envisage de lui donner d'autres responsabilités. Mais Subatra accepte mal cette situation, et il pousse Arati à accepter de signer une lettre de démission. Cependant, la banque qui l'emploie fait faillite. In extremis, il arrive à prévenir sa femme de ne pas remettre la lettre. Quelques semaines plus tard, la collègue anglo-indienne d'Arati est renvoyée au motif que son absence pour maladie ne serait pas justifiée. Devant ce qui lui paraît être une injustice, Arati se brouille avec son patron et finit par lui remettre sa démission. Touché par la droiture de sa femme, Subrata envisage, pour tous les deux, l'avenir avec confiance.

## Fiche technique
- Titre français : La Grande Ville ou La Grande Cité
- Titre original : মহানগর, Mahanagar
- Réalisation : Satyajit Ray
- Scénario : Satyajit Ray, d'après une histoire originale de Narendranath Mitra
- Production : R.D. Bansal
- Musique : Satyajit Ray
- Photographie : Subrata Mitra
- Montage : Dulal Dutta
- Décors : Bansi Chandragupta
- Format : Noir et Blanc - 35 mm - Son : mono
- Durée : 131 minutes
- Langue : Bengali, Anglais
- Pays de production :  Inde
- Budget : USD
- Dates de sortie :
  - Inde : 27 septembre 1963
  - Allemagne : juin 1964 au festival de Berlin

## Distribution
- Anil Chatterjee : Subrata Mazumdar
- Madhabi Mukherjee : Arati Mazumdar, sa femme
- Jaya Bhaduri : Bani, la sœur de Subrata
- Haren Chatterjee : Priyogopal, le père de Subrata
- Sefalika Devi : Sarojini, la mère de Subrata
- Prasenjit Sarkar : Pintu, le fils de Subrata et Arati
- Haradhan Bannerjee : Himangshu Mukherjee, le patron d'Arati
- Vicky Redwood : Edith Simmons, la collègue anglo-indienne d'Arati

## Distinctions
- Ours d'argent au festival de Berlin en 1964